# Narã-Sim da Assíria
Narã-Sim (Naram-Sin) foi um rei da Assíria e penúltimo rei da dinastia de Puzurassur I. Ele reinou entre os anos de 1 872 - 1 818 a.C. Foi filho de Puzurassur II e neto de Sargão I.
Narã-Sim foi nomeado para o ilustre Narã-Sim da Acádia e levou o determinante divino em seu nome (assim como o seu avô Sargão I, que pode ter sido também nomeado após do rei Sargão da Acádia). O pecado não deve ser confundido com o Narã-Sim, que governou Esnuna por cerca de 12 anos (o sucessor e o filho, conforme identificados em uma inscrição, de Ebicadade II há muito tempo de reinado). De acordo com a Lista de reis da Assíria, o usurpador Samsiadade I, filho do rei amorreu Ilakabkabu, "foi para a Babilônia na época de Narã-Sim". Samsiadade I não foi à Babilônia até a retomada da cidade Ecalatum, assim derrubando Erisum II, filho de Narã-Sim.